# Kumbaragodu, Sringeri
Kumbaragodu là một làng thuộc tehsil Sringeri, huyện Chikmagalur, bang Karnataka, Ấn Độ.